# سورش کریشنا
سورش کریشنا (انگلیسی: Suresh Krissna؛ زادهٔ ۲۵ ژوئن ۱۹۵۹) کارگردان فیلم و فیلم‌نامه‌نویس به زبان تامیلی و زبان تلوگو اهل هند است.
وی همچنین برندهٔ جوایزی همچون جایزه ناندی شده‌است.

## فیلم‌شناسی
- آسترام
- او با قانون آمد
- ناجی
- عشق
- بابا
- آهاااا..!
- بابا